# 圣马丹德维勒雷格朗
圣马丹-德维勒雷格朗（法語：Saint-Martin-de-Villereglan，亦作，法語發音：[sɛ̃ maʁtɛ̃ də vilʁeglɑ̃] ⓘ）是法国奥德省的一个市镇，位于该省西部，属于利穆区。

## 地名
法语人名在日常人名译名以及《世界人名翻譯大辭典》、《法语姓名译名手册》等主流人名译名类书籍资料中多译作“马丁”，不过在《世界地名翻译大辞典》、《世界地名译名词典》和《法国地图册》等主流地名译名类书籍资料中多译作“马丹”。

## 地理
圣马丹-德维勒雷格朗（43°6'21"N, 2°12'41"E）面积9.38 平方千米，位于法国奧克西塔尼大區奥德省，该省份为法国南部沿海省份，北起塔恩省，西北接上加龙省，西接阿列日省，南至东比利牛斯省，东临地中海，东北与埃罗省接壤。
与圣马丹-德维勒雷格朗接壤的市镇（或旧市镇、城区）包括：塞皮、加雅和维勒迪约、洛拉盖勒、利穆、马尔维耶斯、蒙克拉尔、皮约斯、维拉尔泽勒-迪拉泽斯。
圣马丹-德维勒雷格朗的时区为UTC+01:00、UTC+02:00（夏令时）。

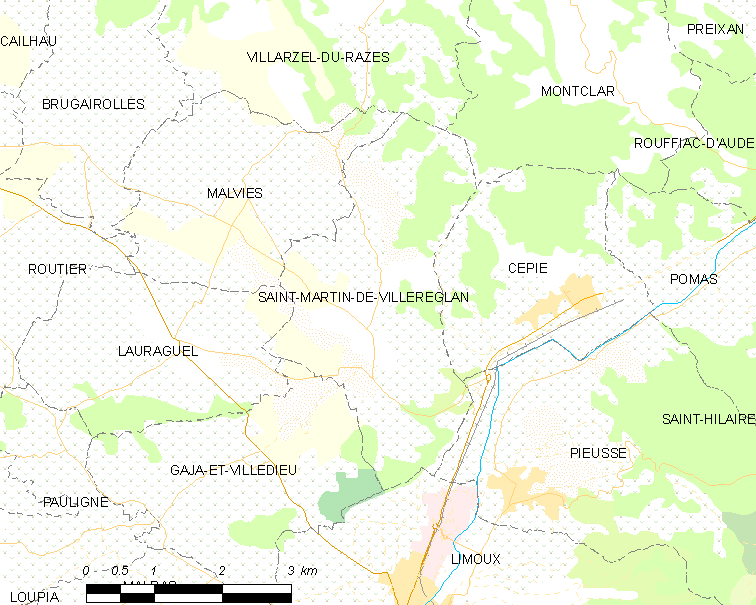
圣马丹-德维勒雷格朗的OSM定位图

## 行政
圣马丹-德维勒雷格朗的邮政编码为11300，INSEE市镇编码为11355。

## 政治
圣马丹-德维勒雷格朗所属的省级选区为利穆地区县。

## 人口

1962-2008年间圣马丹-德维勒雷格朗人口变化图示

圣马丹-德维勒雷格朗于2022年1月1日时的人口数量为386人。